# آنتونیو سابیو
آنتونیو سابیو (اسپانیایی: Antonio Cabello‎؛ زادهٔ ۵ ژانویهٔ ۱۹۹۰ ‏(۳۵ سال)) دوچرخه‌سوار اهل اسپانیا است.